# Giorgio Chinaglia
Giorgio Chinaglia, född 24 januari 1947 i Carrara, Toscana, död 1 april 2012 i Naples, Florida, var en italiensk professionell fotbollsspelare (anfallare).
Chinaglia växte upp i Wales och inledde sin karriär i Swansea Town. Chinaglia spelade för SS Lazio 1969-76 och blev italiensk mästare och skyttekung i Serie A 1974. Han spelade 14 A-landskamper för Italien och var med i VM-truppen 1974. 1976 gick han till New York Cosmos där han spelade tillsammans med Pelé och Franz Beckenbauer.